# 信頼の原則
信頼の原則（しんらいのげんそく）とは、刑法上の注意義務に関する法理論の一つであり、被害者または第三者が適切な行動を行うことを信頼できる場合、それによって生じた損害について、行為者は一切の責任を取る必要はないという原則のことである。

## 概説
この法理は、一定の条件下において、過失責任を限定するものであり、現代社会において、交通事故などの過失犯の処罰範囲を限定することを狙いとしている。
最高裁判所は「車両の運転者は、互に他の運転者が交通法規に従つて適切な行動に出るであろうことを信頼して運転すべきものであり、そのような信頼がなければ、一時といえども安心して運転をすることはできないものである。そして、すべての運転者が、交通法規に従つて適切な行動に出るとともに、そのことを互に信頼し合って運転することになれば、事故の発生が未然に防止され、車両等の高速度交通機関の効用が十分に発揮されるに至るものと考えられる。したがつて、車両の運転者の注意義務を考えるに当つては、この点を十分配慮しなければならないわけである。」（昭和42年10月13日最高裁判所第二小法廷刑集　第21巻8号1097頁）と判示している。